# K7리그 강북
K7리그 강북(K7 League Gangbuk)은 대한민국 서울특별시 강북구의 축구 대회이다.

## 역사
2017년에 '디비전7 강북구 리그'라는 이름으로 시작되었다. 2017년 시즌에는 단일 권역으로 6개 축구단이 참가했고, 2020년 시즌에는 2개 권역으로 12개 축구단이 참가했다. 2021년부터 2023년 시즌까지 3개 권역으로 18개 축구단이 참가했고, 2024년 시즌부터 2개 권역 12개 축구단이 참가하고 있다. 2017년 시즌부터 2018년 시즌까지 70분(전·후반 각 35분) 경기로 진행되었고, 2019년 시즌부터 60분(전·후반 각 30분) 경기로 진행되고 있다.

## 시즌별 결과
| 시즌   | 권역 | 참가 | 우승                                                         | 준우승                                                | 승격 | 비고 |
| ------ | ---- | ---- | ------------------------------------------------------------ | ----------------------------------------------------- | ---- | ---- |
| 2017년 | 1개  | 6팀  | 없음                                                         | 없음                                                  | 없음 |      |
| 2019년 | 1개  | 6팀  | 서울 사커 21 FC                                              | 서울 WTF FC                                           |      |      |
| 2020년 | 2개  | 12팀 | A조: 서울 한 FC A조: 서울 노원 킥스 FC B조: 서울 화계 FC     | B조: 서울 오동 FC                                     |      |      |
| 2021년 | 3개  | 18팀 | A조: 서울 리브레 FC B조: 서울 수유 FC C조: 서울 노원 킥스 FC | A조: 서울 BK FC B조: 서울 번동 FC C조: 서울 사파리 FC |      |      |
| 2022년 | 3개  | 18팀 | A조: 서울 리브레 FC B조: 서울 오동 FC C조: 서울 AS FC        | A조: 서울 GM FC B조: 서울 먼중 FC C조: 서울 FC 발로만 |      |      |
| 2023년 | 3개  | 18팀 | A조: 서울 BK FC B조: 서울 호계 FC C조: 서울 FC 이든          | A조: 서울 FC 앰버 B조: 서울 번중 FC C조: 서울 FC YS   |      |      |
| 2024년 | 2개  | 12팀 | A조: 서울 곰두리 FC B조: 서울 BK FC                          | A조: 서울 오동 FC B조: 서울 짱구 FC                   |      |      |

## 참고 문헌
- “K7리그”. 대한축구협회.
- “KFA 통합경기정보 시스템”. 대한축구협회.

## 같이 보기
- K7리그